# Макнаб, Боб
Роберт Макнаб (англ. Robert McNab; 20 июля 1943, Хаддерсфилд), также известный как Боб Макнаб (англ. Bob McNab) — английский футболист, левый защитник. Выступал за английские клубы «Хаддерсфилд Таун», «Арсенал», «Вулверхэмптон Уондерерс», «Барнет» и за североамериканские «Сан-Антонио Тандер» и «Ванкувер Уайткэпс». Также провёл четыре матча за национальную сборную Англии. После завершения карьеры игрока работал тренером.

## Клубная карьера
Уроженец Хаддерсфилда (Уэст-Райдинг-оф-Йоркшир), Макнаб играл в футбол за местные школьные команды, а также за клуб «Молд Грин Сивик Ют», где его заметили скауты «Хаддерсфилд Таун». С 1961 по 1962 год играл за молодёжные команды «терьеров», после чего подписал с клубом профессиональный контракт. Провёл за команду 76 матчей во всех турнирах. В октябре 1966 года перешёл в «Арсенал» за 50 000 фунтов стерлингов.
15 октября 1966 года дебютировал за «канониров» в игре против «Лидс Юнайтед». Быстро закрепился в основном составе «Арсенала». В сезонах 1967/68 и 1968/69 помог команде дойти до финалов Кубка Футбольной лиги, в котором «Арсенал» проиграл клубам «Лидс Юнайтед» и «Суиндон Таун» соответственно. В сезоне 1969/70 помог «канонирам» выиграть Кубок ярмарок, обыграв в финале «Андерлехт». В сезоне 1970/71 выиграл «дубль», став чемпионом Англии и обладателем Кубка Англии. В следующем сезоне Макнаб вновь сыграл в  финале Кубка Англии, но на этот раз «канониры» проиграли в нём клубу «Лидс Юнайтед».
Летом 1975 года Боб покинул «Арсенал», став игроком клуба «Вулверхэмптон Уондерерс». Всего он провёл за «канониров» 365 матчей и забил 6 голов.
Проведя один сезон в «Вулверхэмптон Уондерерс», в 1976 году Макнаб перешёл в клуб Североамериканской футбольной лиги (НАСЛ) «Сан-Антонио Тандер», где также играл другой экс-игрок сборной Англии Бобби Мур. В октябре того же года вернулся в Англию, проведя сезон 1976/77 в клубе «Барнет», сыграв за него 24 матча и забив 2 гола. В 1979 году вернулся в НАСЛ, где сыграл за «Ванкувер Уайткэпс».

### Карьера в сборной
6 ноября 1968 года дебютировал за национальную сборную Англии в матче против сборной Румынии, выйдя на замену травмированному Томми Райту на 11-й минуте. Всего провёл за сборную четыре матча.

### Список матчей за сборную Англии
| № | Дата            | Стадион                        | Соперник          | Результат | Турнир                     |
| - | --------------- | ------------------------------ | ----------------- | --------- | -------------------------- |
| 1 | 6 ноября 1968   | «Стадион 23 августа», Бухарест | Румыния           | 0:0       | Товарищеский матч          |
| 2 | 11 декабря 1968 | «Уэмбли», Лондон               | Болгария          | 1:1       | Товарищеский матч          |
| 3 | 15 января 1969  | «Уэмбли», Лондон               | Румыния           | 1:1       | Товарищеский матч          |
| 4 | 3 мая 1969      | «Уиндзор Парк», Белфаст        | Северная Ирландия | 3:1       | Домашний чемпионат 1968/69 |

Итого: 4 матча / 0 голов; 1 победа, 3 ничьи, 0 поражений

## Достижения
«Арсенал»
- Чемпион Англии: 1970/71
- Победитель Кубка ярмарок: 1969/70
- Обладатель Кубка Англии: 1970/71
- Финалист Кубка Англии: 1971/72
- Финалист Кубка Футбольной лиги: 1967/68, 1968/69

Сборная Англии
- Победитель Домашнего чемпионата: 1968/1969

## Тренерская карьера
После завершения карьеры игрока был тренером в «Ванкувер Уайткэпс», а затем в американских клубах «Такома Старс» и «Сан-Хосе Гриззлис». С декабря 1999 года (после увольнения Алана Болла) по январь 2000 года (до назначения Тони Пьюлиса) был временно исполняющим обязанности главного тренера английского клуба «Портсмут» (5 матчей, 2 ничьи, 3 поражения).

## Личная жизнь
В 1970-е годы часто выступал на телевидении, в частности на ITV, освещая чемпионат мира,.
Дочь Боба Мерседес Макнаб — канадская актриса, известная по роли Хармони Кендалл в телесериале «Баффи — истребительница вампиров» и «Ангел».
После завершения тренерской карьеры эмигрировал в Лос-Анджелес (Калифорния, США), где работал застройщиком.